# 185576 Covichi
185576 Covichi este un asteroid din centura principală de asteroizi.

## Descriere
185576 Covichi este un asteroid din centura principală de asteroizi. A fost descoperit pe 26 ianuarie 2008 la La Cañada de Juan Lacruz. Asteroidul prezintă o orbită caracterizată de o semiaxă mare de 2,45 ua, o excentricitate de 0,14 și o înclinație de 2,3° în raport cu ecliptica.